# Macla

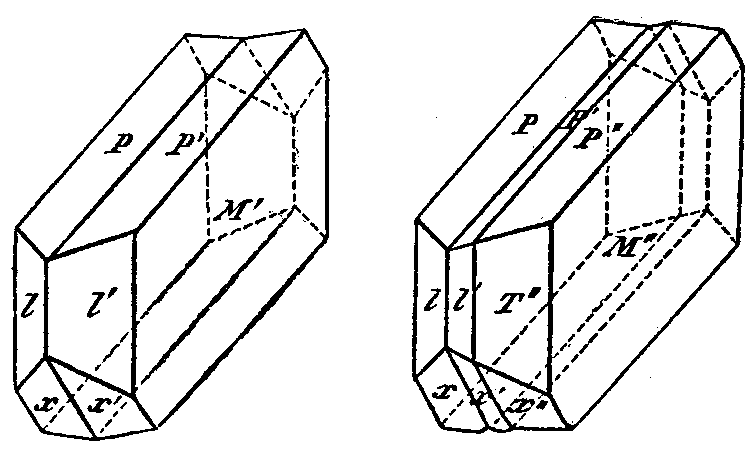
Diagrama de cristais geminados de albite. Na clivagem mais perfeita, que é paralela ao plano basal (P), existe um sistema de estrias finas, paralelas à clivagem secundária (M).

Macla ou geminação, em cristalografia, é o intercrescimento racional de dois ou mais cristais do mesmo mineral de tal modo que seja possível descrevê-lo matematicamente e em que algumas malhas são paralelas e outras se encontram em posição invertida. A simetria das duas partes pode ser reflectida ao longo de um plano, eixo ou centro comuns. Os cristais maclados são classificados com base numa série de leis de macla, específicas para cada sistema cristalino.

## Exemplos
Entre as maclas mais comuns incluem-se:
- as maclas de Carlsbad, Baveno e Manebach nos feldspatos
- as maclas da albite e da periclina nos feldspatos
- as maclas de Dauphiné, do Brasil e de La Gardette (ou do Japão) no quartzo
- as maclas em cruz da estaurolite
- a macla em ferro de lança no gesso
- a macla da cruz de ferro na pirite
- as maclas da bournonite; muito frequente segundo {010}, podem repetir-se e formar rodas típicas.

## Galeria

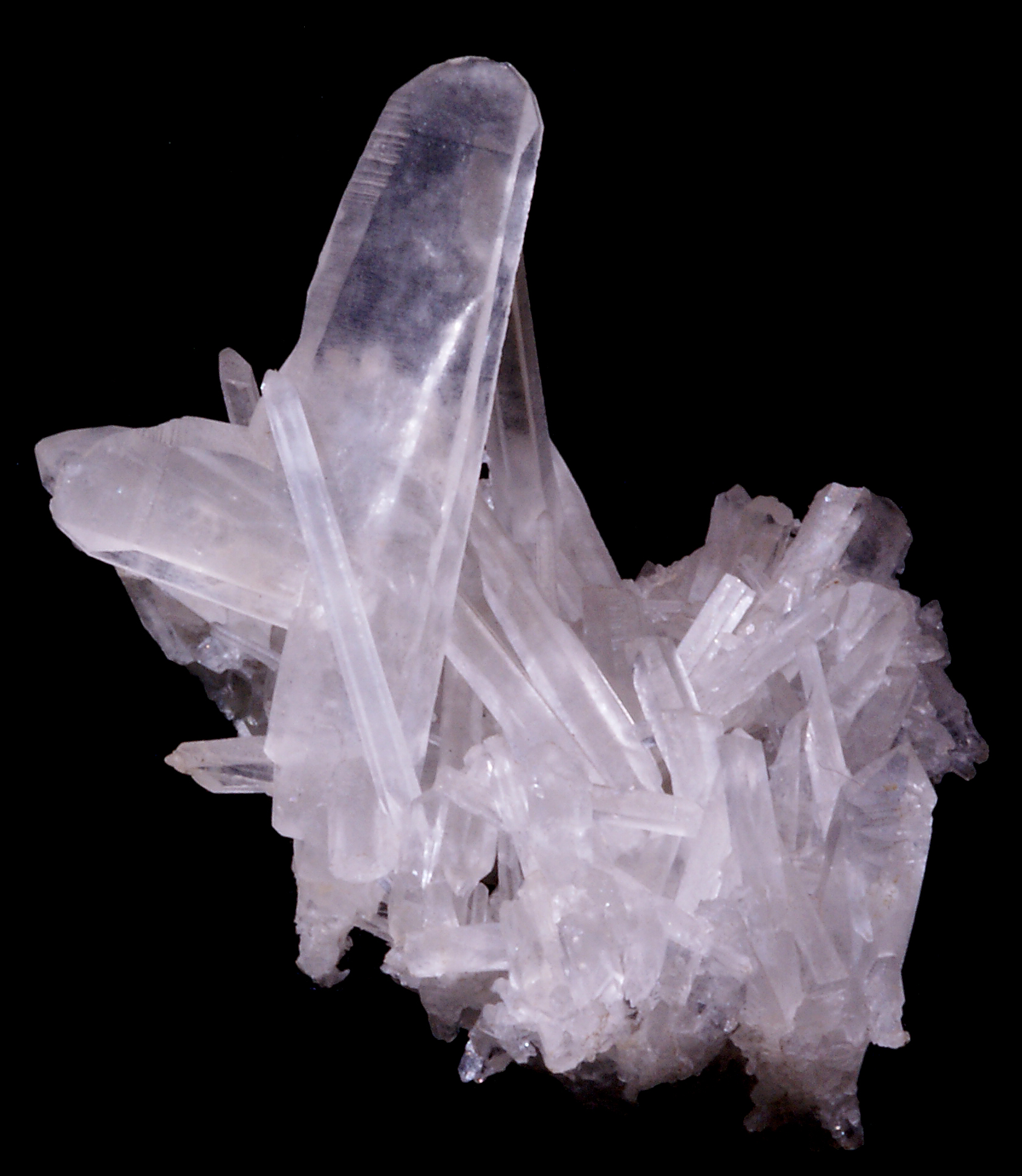
Quartzo, macla de La Gardette - Vizille Isère França (5,2x5cm)
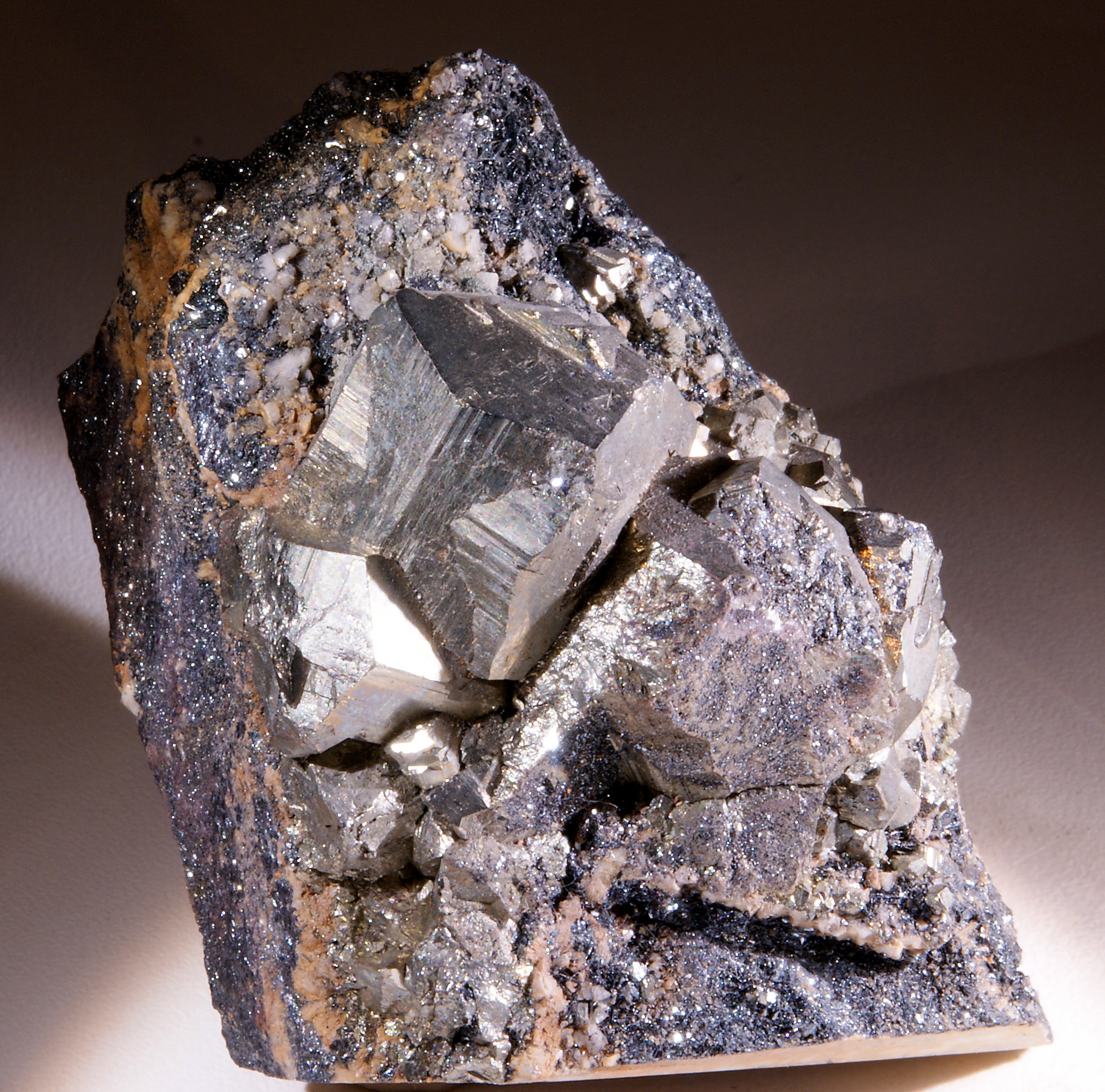
Pirite, macla em « Cruz de ferro » - Mina de Batère, Pireneus Orientais - França (7x5cm)
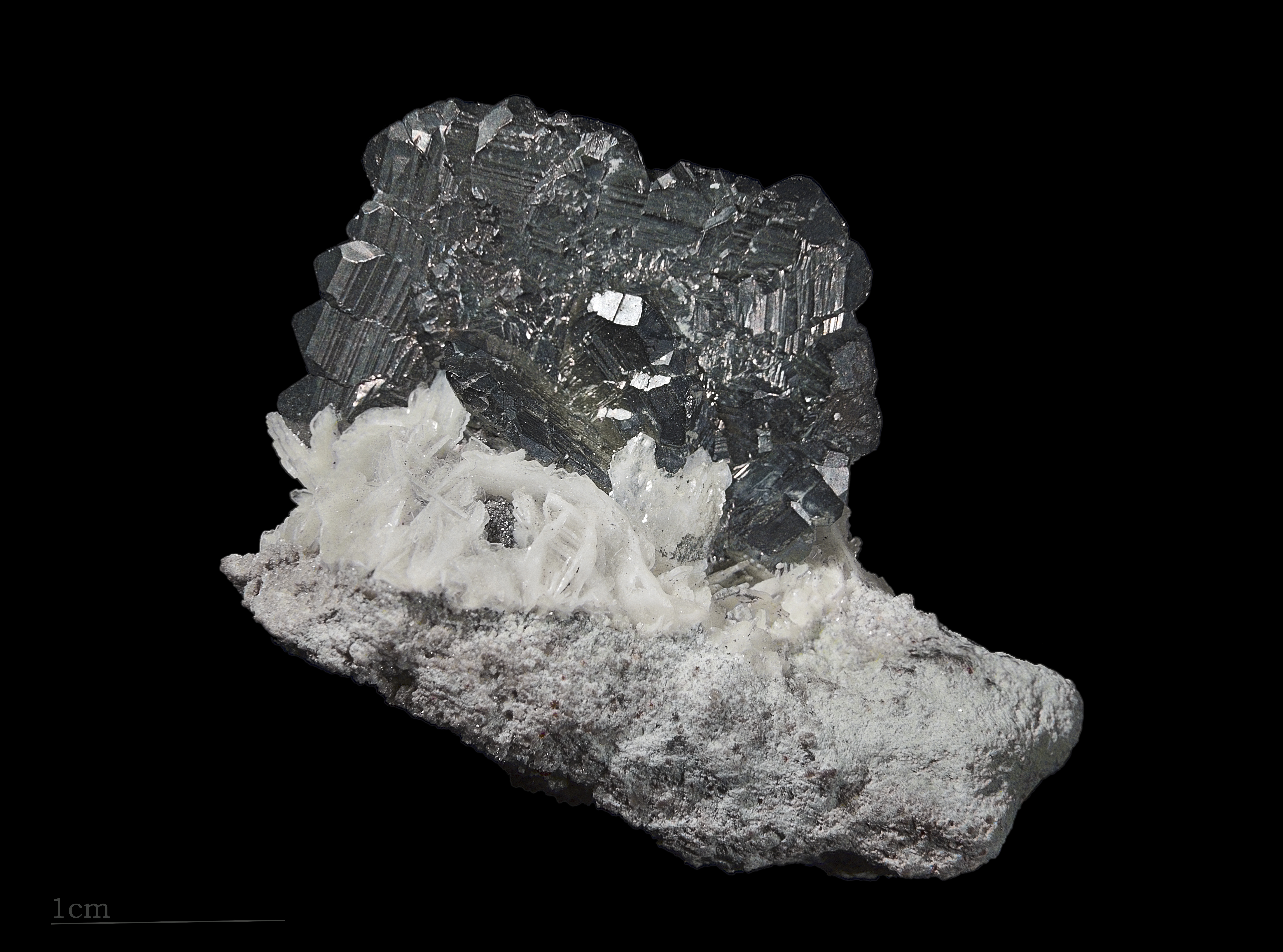
Bournonite, macla em "roda" - Les Malines, Saint-Laurent-le-Minier, Gard França (XX 6x5cm)
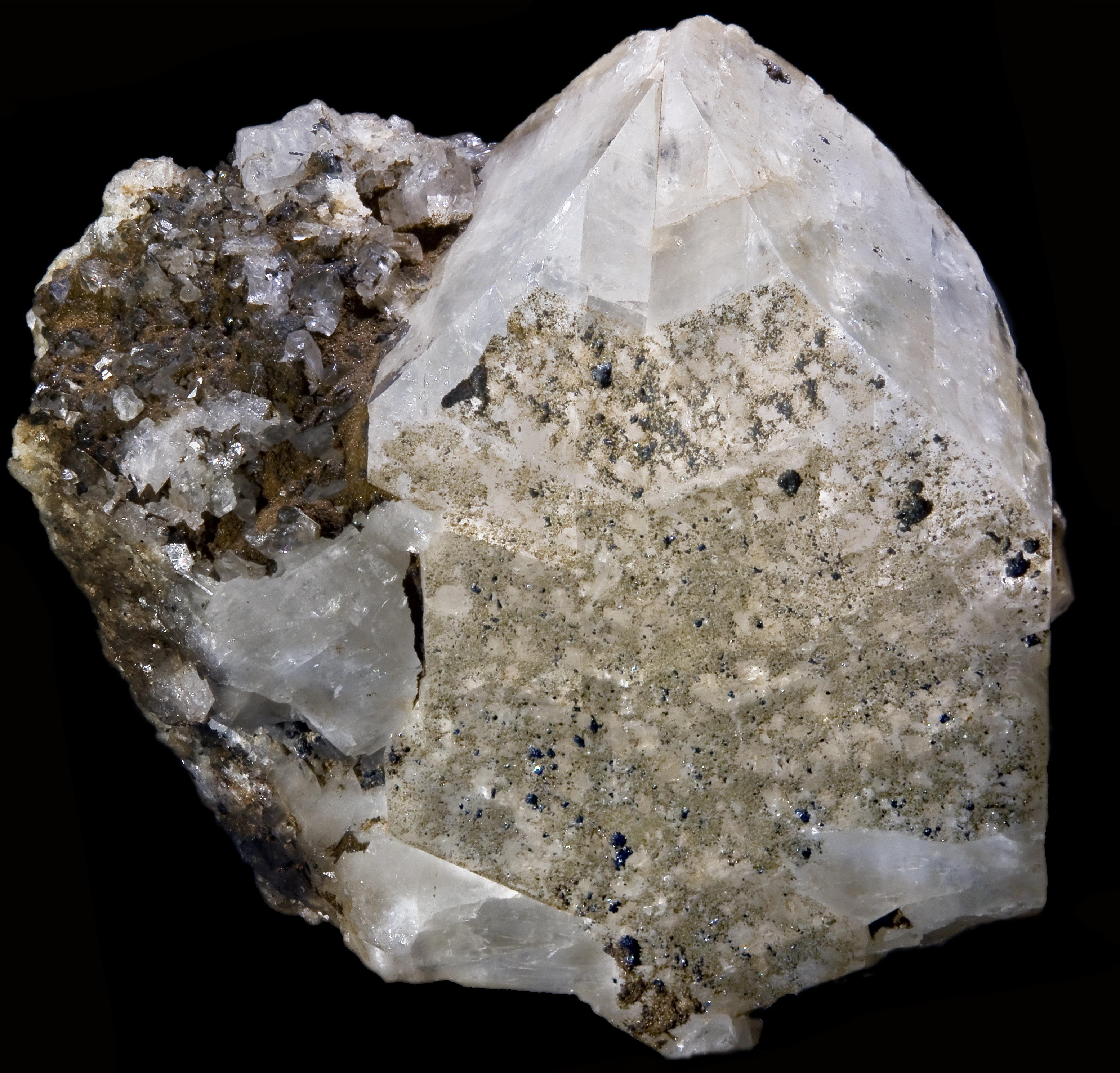
Adulária (ortoclase) - Macla de Manebach - Mts. Adula, Tessin, Suíça (7x6.5 cm)
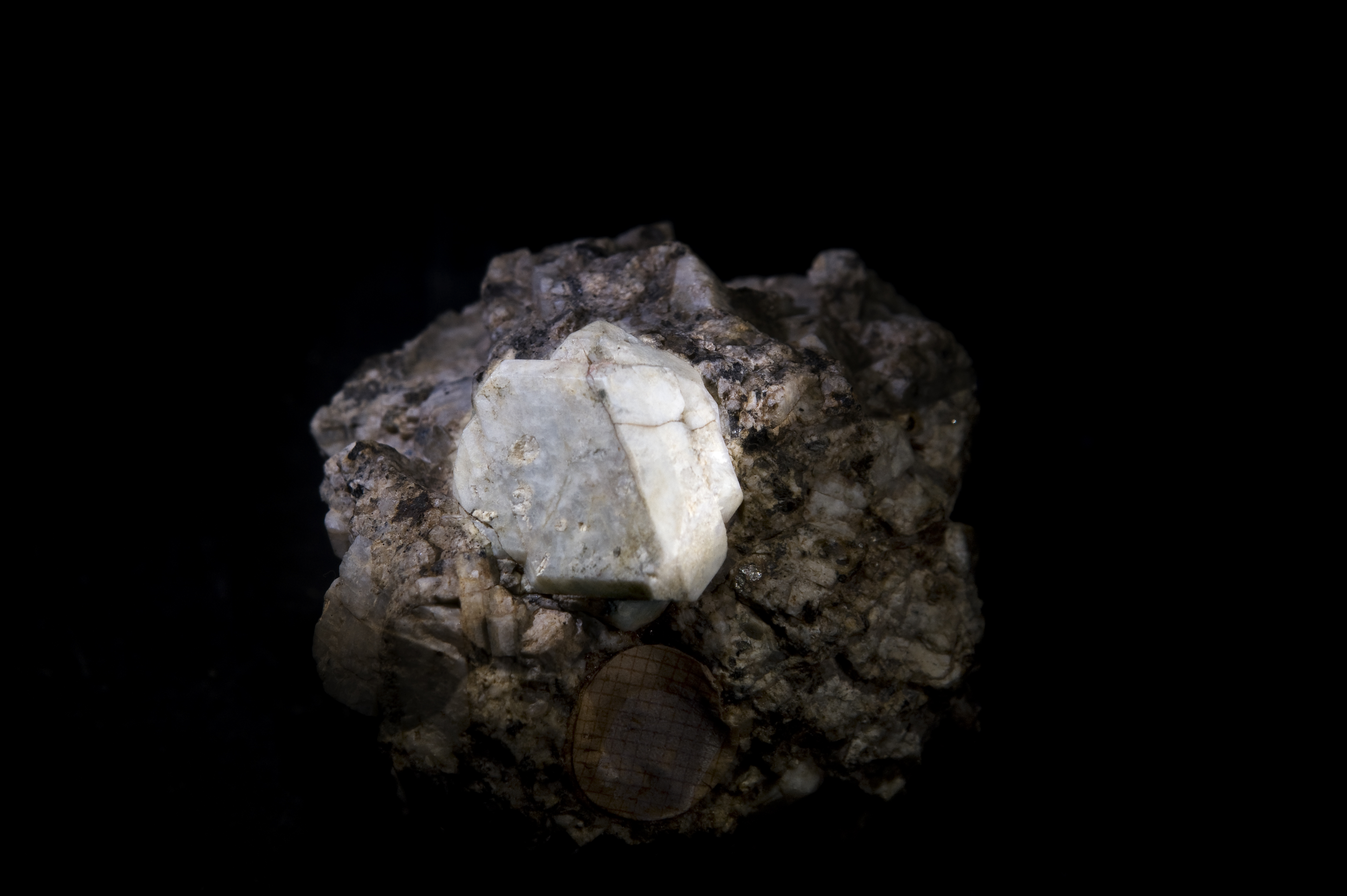
Ortoclase,  macla de Carlsbad - Karlasbad (Karlovy Vary), República Checa
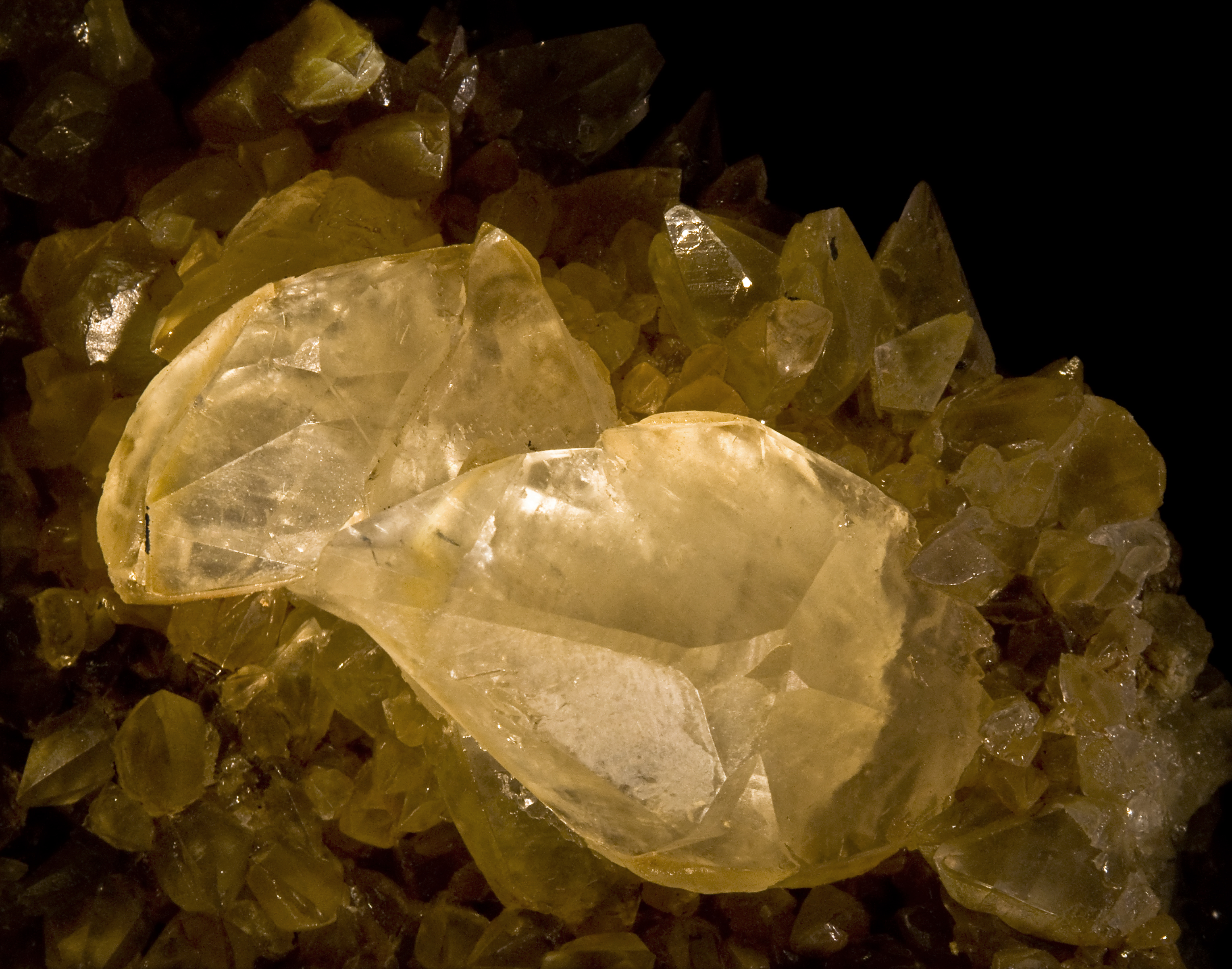
Macla de calcite segundo {001} - Moux Aude (XX5.1x3.2 cm)
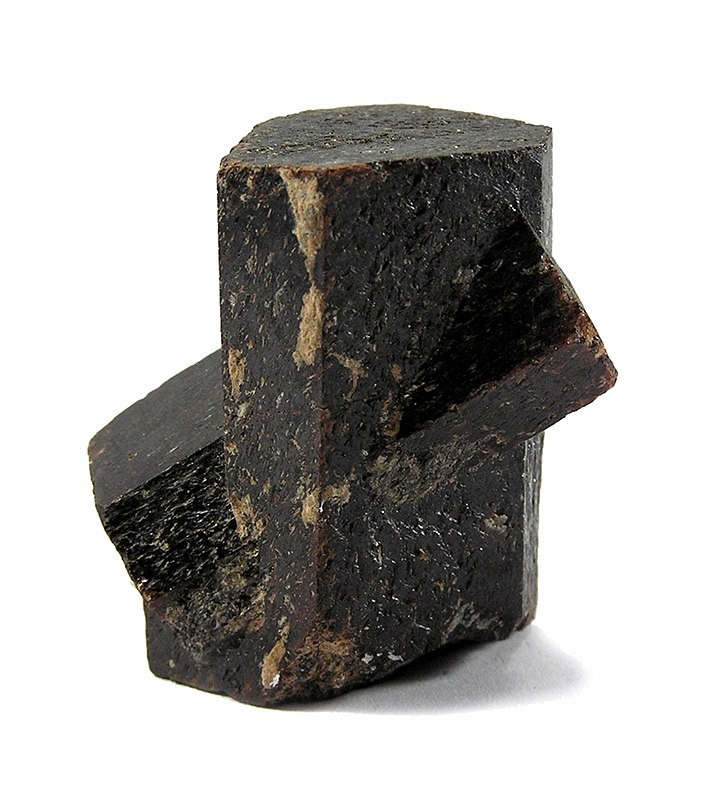
Estaurolite, macla em cruz  - Rubelita, Minas Gerais, Brasil (4.1x3.9x3.1 cm)
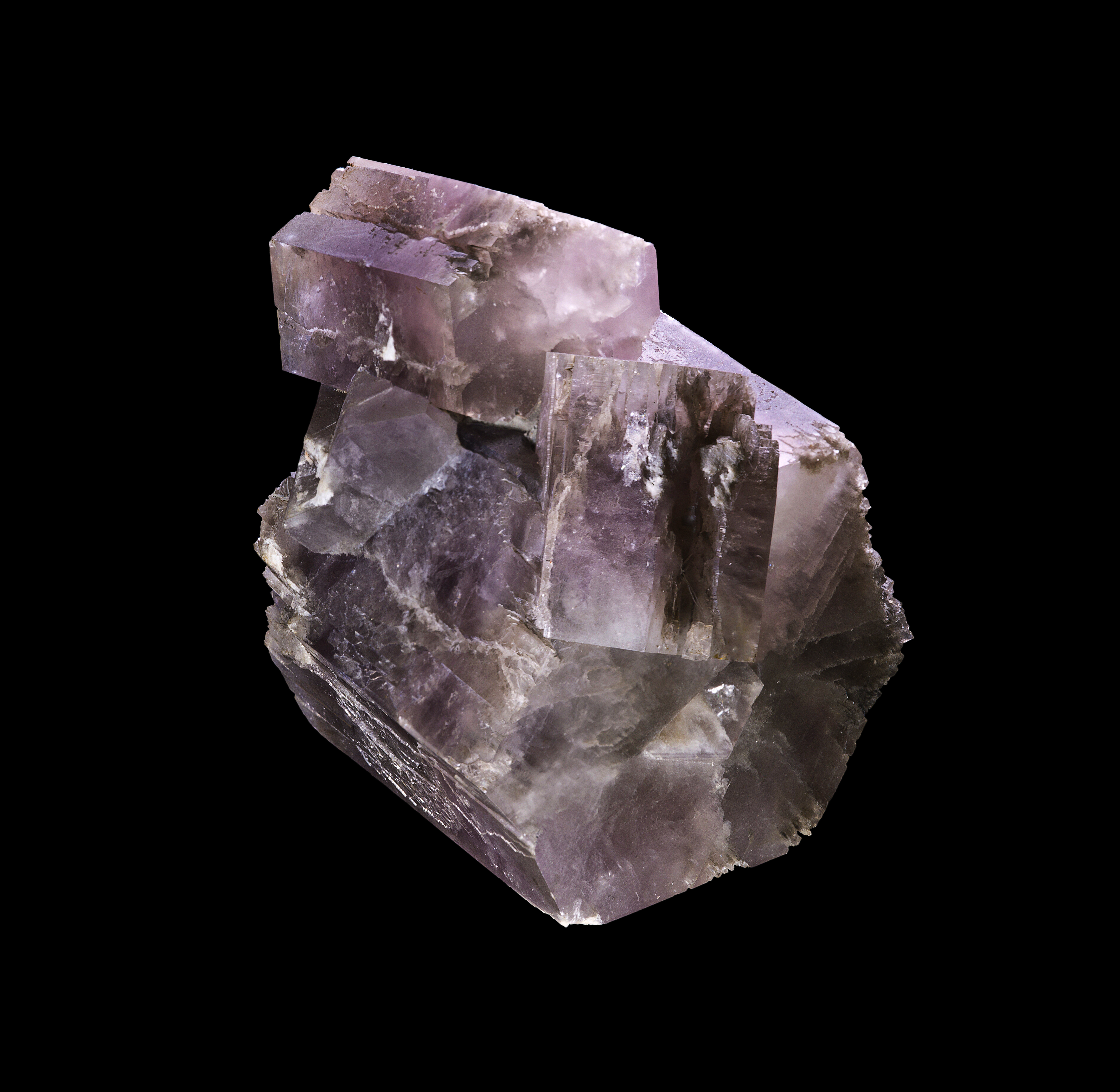
Aragonite exibindo maclas - Enguidanos, (7.6x6.1x5.7 cm)

## Ligação externa
- Maclas, Polimorfismo, Politipismo, Pseudomorfismo -  Universidade de Tulane